# Club de Deportes Santa Cruz
El Club de Deportes Santa Cruz es un club deportivo chileno de la ciudad de Santa Cruz, en la Región de O'Higgins. Fue fundado el 25 de mayo de 1913 por un español venido desde Málaga, don Joaquín Muñoz García, bajo el nombre de Unión Comercio. El fútbol es su disciplina más destacada, la cual es administrada mediante la S.A.D.P. Deportes Santa Cruz Unido y actualmente juega en la Liga de Ascenso de Chile. También compite en básquetbol a través del Club Social Deportes Santa Cruz obteniendo grandes logros a nivel regional. Tuvo ramas de boxeo, ciclismo, caza y pesca.
El club ejerce de local en el Estadio Municipal Joaquín Muñoz García, que posee una capacidad de 3000 espectadores, estadio que lleva el nombre del fundador del club, en reconocimiento a que Don Joaco, como lo apodaban, fue uno de los precursores de la compra de los terrenos y posterior construcción. Luego se donarían estos terrenos a la municipalidad, para el desarrollo del deporte en la comuna.
La sede del club está ubicada en la calle Claudio Cancino n°84, en un céntrico edificio de 2 pisos, que en su interior aún se conserva un escenario, en el cual tocaban las orquestas que llegaban para animar los fines de semana de las familias unionistas.
Sus máximos rivales son Colchagua Club de Deportes de San Fernando, ambos cuadros de la Provincia de Colchagua y  General Velásquez de San Vicente. Los duelos entre estos tres conjuntos son denominados como "Clásico Huaso".

## Historia

### La unión
El domingo 25 de mayo de 1913, en un partido entre el Club Unión y el Club Comercio, eternos rivales de aquella época, en el entretiempo, entre la tertulia y algún refresco, nace la inquietud de cómo potenciar el fútbol local. El Dr. Sergio Cabrera Andrade, entusiasta dirigente de la época, se acerca a conversar con don Joaquín Muñoz, más conocido como “Don Joaco”, que estaba en ese momento con don Leoncio González y llegan al acuerdo de fusionar ambos clubes, y para que ninguno de los clubes se sienta menoscabado, acuerdan unir los dos nombres quedando como "Unión Comercio". Se lo hacen saber a jugadores e hinchas, que aprueban en forma unánime el nacimiento del nuevo club. Don Leoncio González es trasladado a Graneros y pide hacer un juramento a “don Joaco”: "que se haga cargo del naciente club y nunca, ni en las buenas ni en las malas, lo deje a la deriva".

### Nace el club
La historia cuenta que el Club Unión Comercio empieza a dar sus frutos en diferentes campeonatos, la comunidad participa activamente, especialmente los comerciantes puesto que por el nombre lo hacen suyo. Luego van naciendo las diferentes ramas deportivas, famoso fue el equipo de básquetbol, se forma el Club de Ciclismo, el Club Caza y Pesca, el Boxeo, y las ramas menores de Fútbol, Primera Infantil, Segunda Infantil y los jóvenes o cadetes.
Unión Comercio participa en el Campeonato Regional Zona Centro, entre los años 1975 y 1981. El año 1983 el club es invitado por la ACF (Asociación Central de Fútbol), a participar en el Campeonato Nacional de Segunda División. Ante la expectativa que esto podría generar para el fútbol santacruzano, los directivos de Club de Deportes Unión Comercio bajo la presidencia del abogado Aníbal Pérez, sugieren invitar a don “Joaco” Muñoz, que ya tenía a su haber 96 años de edad, para cambiar el nombre del club, cosa que no fue aceptada por él, pero la Asamblea lo convence y se cambia el nombre a Club Unión Santa Cruz (2 de marzo de 1983). Así es como el club con nuevo nombre, participa en la Segunda División de Chile, desde el año 1983 hasta 1989, año donde bajaría a la Tercera división del fútbol chileno.

### Primera estrella: 1991
El día domingo 1 de diciembre de 1991 se tituló campeón de la Tercera División como Unión Santa Cruz, subiendo nuevamente a Segunda División, bajo la dirección técnica de José Manuel “Pocha” González, en un inolvidable partido definitorio ante Club de Deportes Laja, jugado en la VIII Región del Bíobío. Santa Cruz movilizó más de 2.000 hinchas y simpatizantes, ganando por 1 a 0, gol marcado por el histórico paraguayo Mauro Pascual "Paragua" Céspedes. La ciudad del campeón se vistió de fiesta y se celebró hasta altas horas de la madrugada en la Plaza de Armas, esperando al nuevo campeón de Tercera División.
Unión Santa Cruz se mantiene con irregulares campañas a través de los años en Segunda División, el desorden financiero y administrativo no tuvo control, los contratos excesivos a jugadores y el poco control de los gastos año tras año empezaron a quebrar poco a poco a la institución. Llega el año 1997 y el club vuelve a descender en una paupérrima campaña, bajo la dirección de Hernán Godoy.
En el año 1998 regresa a la Tercera División con el nombre de Deportes Santa Cruz, manteniéndose allí hasta el año 2008, donde nuevamente impera el desorden administrativo y financiero, y bajo la dirección técnica de Christian Muñoz, el equipo desciende a la Tercera B.

### Segundo trofeo
El equipo unionista se mantiene 4 años en esta serie, subsistiendo de manera precaria y en su mayoría gracias a los pocos hinchas que nunca abandonaron a la institución. A fines de 2010 el profesor Manuel "Camión" López  se hizo cargo de la dirección técnica del equipo, muchas veces sin cobrar su sueldo. En 2012 asume como presidente don Óscar Guerrero Cordero y reorganiza la institución tanto en lo deportivo como en lo financiero. En ese año Santa Cruz realiza una extraordinaria campaña, clasificando de fase hasta llegar a la Fase Final, para pelear por el título junto a Malleco Unido, Pudahuel Barrancas y Defensor Casablanca. En una dramática definición ante Malleco Unido el club logra ser campeón, lo que permite ascender a la Tercera A.

### Segunda División Profesional y regreso a la B
En 2014, con Héctor Iriarte como presidente, y una administración financiera bien ordenada, Deportes Santa Cruz logra regresar al fútbol profesional (en este caso la Segunda División Profesional) tras 17 años de ausencia, bajo la dirección técnica de Jaime Riveros y Renzo Yáñez como ayudante técnico, tras lograr el subcampeonato del torneo de Tercera División A, que finalmente ganó Colchagua.
En 2018 el equipo realizó un buen torneo, clasificando como puntero en la liguilla de ascenso. Deportes Santa Cruz mantuvo su nivel en la segunda etapa y logró el título tras empatar 1-1 ante General Velásquez con gol de Diego Huerta en San Vicente de Tagua Tagua. Con esto los unionistas sellaron su regreso a Primera B tras 21 años.

## Uniforme
- Uniforme titular: Camiseta blanca con cruz azul, pantalón blanco y medias blancas.
- Uniforme alternativo: Camiseta azul, pantalón azul y medias azules.

### Uniforme titular
| 2016 | 2019 | 2020-21 | 2021 |  |

### Uniforme alternativo
| 2019 | 2020-21 |

### Tercer uniforme
| 2019 | 2019 | 2019 |

### Equipamiento
| Período   | Proveedor |
| --------- | --------- |
| 2010-2013 | Lotto     |
| 2013-2014 | Mitre     |
| 2015-2017 | Dalponte  |
| 2018-2021 | Andrómeda |
| 2022-     | OneFit    |

| Período   | Patrocinador         |
| --------- | -------------------- |
| 2010-2017 | Multihogar           |
| 2019      | Bullmastiff Security |
| 2020-2022 | Clínica Boza         |
| 2023-     | CALS                 |

## Estadio
El club hace de local en el Estadio Municipal Joaquín Muñoz García, que se encuentra en la ciudad de Santa Cruz, Región del Libertador General Bernardo O'Higgins, Chile. Este estadio cuenta con una capacidad para unas 3000 personas.
Para ocasiones puntuales, los estadios alternativos del club son el Estadio del Instituto Regional Federico Errázuriz y el Estadio Municipal de Palmilla.

## Clásico Huaso
Es llamado Clásico Huaso a los enfrentamientos de los tres clubes con mayor protagonismo en la región de O'Higgins, por detrás del club dominador O'Higgins de Rancagua. El "Verdadero clásico Huaso" es el partido que enfrenta a los dos equipos más fuertes de la Provincia de Colchagua, Deportes Santa Cruz y Colchagua Club de Deportes. No se tiene registro exacto desde cuando se juega este clásico, pero con seguridad que desde hace muchos años atrás, cuando ambos clubes se enfrentaban en el amateurismo del fútbol regional, ni tampoco se tiene registro exacto de cuantos partidos llevan enfrentados.
El otro Clásico Huaso son los que protagonizan Deportes Santa Cruz y General Velásquez. Ambos clubes centenarios de la región y provenientes de comunas vecinas. Rivalidad deportiva que se acrecentó cuando el conjunto Unionista, aún con su antigua denominación "Unión Comercio" se integró al campeonato Regional Zona Central en 1977.

## Datos del club

### Era amateur
- Temporadas en Regional Zona Central: 3 (1977-1980)

### Era profesional
- Temporadas en 1ªB: 16 (1983-1987, 1992-1997, 2019-)
- Temporadas en 2ª: 4 (2015/16-2018)
- Temporadas en 3ª: 19 (1981-1982, 1988-1991, 1998-2008, 2013-2014)
- Temporadas en 4ª: 4 (2009-2012)

## Jugadores

### Plantilla 2025
- Por disposición de la Asociación Nacional de Fútbol Profesional (ANFP), los equipos chilenos en la Liga de Ascenso están limitados a tener en su plantel un máximo de cinco futbolistas extranjeros, más un juvenil extranjero inscrito en el fútbol formativo desde el año 2023.
- Por disposición de la ANFP, el número de las camisetas no puede sobrepasar al número de jugadores inscritos.
- Por disposición de la ANFP, el plantel debe utilizar al menos 1890 minutos a juveniles chilenos nacidos a partir del 1 de enero de 2004.

### Altas 2025
| Jugador             | Posición      | Procedencia                 | Tipo            |
| ------------------- | ------------- | --------------------------- | --------------- |
| Juan Dobboletta     | Portero       | Gimnasia y Esgrima de Jujuy | Libre           |
| Diego Carreño       | Portero       | O'Higgins                   | Préstamo        |
| Gianni Rodríguez    | Defensa       | Boston River                | Libre           |
| Juan José Contreras | Defensa       | Rangers                     | Libre           |
| Luis Muñoz          | Defensa       | Universidad Católica        | Préstamo        |
| Rodrigo Sandoval    | Defensa       | Cobresal                    | Préstamo        |
| Hardy Cavero        | Defensa       | San Luis                    | Traspaso        |
| Diego Urzúa         | Mediocampista | Curicó Unido                | Libre           |
| Ignacio Caroca      | Mediocampista | Rangers                     | Libre           |
| Jaime Carreño       | Mediocampista | Santiago Morning            | Libre           |
| Kevin Harbottle     | Mediocampista | Curicó Unido                | Libre           |
| Matías Recabal      | Mediocampista | Deportes Rengo              | Libre           |
| Martín Maturana     | Mediocampista | O'Higgins                   | Préstamo        |
| Cristóbal Castillo  | Mediocampista | O'Higgins                   | Préstamo        |
| Luis Torres         | Mediocampista | General Velásquez           | Fin de préstamo |
| Nicolás Rivera      | Delantero     | Magallanes                  | Libre           |
| Milton Alegre       | Delantero     | Rangers                     | Libre           |
| Braian Álvarez      | Delantero     | Guillermo Brown             | Libre           |
| Cristian Pardo      | Delantero     | Universidad de Chile        | Préstamo        |
| Martiniano Moreno   | Delantero     | Guillermo Brown             | Libre           |
| Alcides Valdez      | Delantero     | Olimpia de Itá              | Libre           |

### Bajas 2025
| Jugador            | Posición      | Destino              | Tipo            |
| ------------------ | ------------- | -------------------- | --------------- |
| Manuel García      | Portero       | San Luis             | Libre           |
| Hugo Faúndez       | Portero       | Provincial Osorno    | Libre           |
| Gonzalo Flores     | Portero       | Coquimbo Unido       | Traspaso        |
| José Navarrete     | Defensa       | San Luis             | Libre           |
| Gonzalo Santelices | Defensa       | Santiago Morning     | Libre           |
| Gonzalo Lauler     | Defensa       | Provincial Osorno    | Libre           |
| Francisco Ayala    | Defensa       | Bandera de ?         | Libre           |
| Luciano Gaete      | Defensa       | Bandera de ?         | Libre           |
| Ronald Guzmán      | Defensa       | O'Higgins            | Fin de préstamo |
| José Fernández     | Defensa       | Universidad de Chile | Fin de préstamo |
| Iván Ledezma       | Mediocampista | Cobreloa             | Libre           |
| Matías Santos      | Mediocampista | Miramar Misiones     | Libre           |
| Camilo Rencoret    | Mediocampista | San Marcos           | Libre           |
| Kevin Medel        | Mediocampista | Bandera de ?         | Libre           |
| Rodrigo Cisterna   | Mediocampista | Bandera de ?         | Fin de préstamo |
| Enzo Fernández     | Mediocampista | Deportes Copiapó     | Fin de préstamo |
| Diego González     | Delantero     | Unión San Felipe     | Libre           |
| Mathías Pinto      | Delantero     | Rangers              | Libre           |
| Leandro Barrera    | Delantero     | Cobreloa             | Libre           |
| Cristian Duma      | Delantero     | Deportes Linares     | Libre           |
| Christopher Ojeda  | Delantero     | Bandera de ?         | Libre           |
| Pedro Muñoz        | Delantero     | Deportes Melipilla   | Libre           |
| Matías Belmar      | Delantero     | O'Higgins            | Fin de préstamo |
| Dilan Salgado      | Delantero     | Palestino            | Fin de préstamo |

## Entrenadores

### Cronología
- Gustavo Velásquez (1989)
- Jorge González (1991)
- Víctor Adriazola (1993)
- Eugenio Jara (1993-1995)
- Guillermo Duarte (1996)
- Hernán Godoy (1996-1997)
- Eugenio Jara (1997)
- Sergio Martínez (1998)
- Ítalo Díaz (2007)
- Christian Muñoz (2008)
- Manuel López (2010)
- Francisco Bozán (2011)
- Manuel López (2011-2013)
- Ítalo Díaz (2013)
- Jaime Riveros (2014-2015)
- Gustavo Huerta (2016-2017)
- Ronnie Radonich (2017)
- Osvaldo Hurtado (2017-2022)
- Fabián Pacheco (2022)
- Héctor Adomaitis (2022)
- Fabián Marzuca (2023)
- Hernán Peña (2023-2024)
- Felipe Núñez (2025)
- Nelson Garrido (2025)
- John Armijo (2025-)

## Palmarés

### Torneos nacionales
- Segunda División Profesional (1): 2018
- Tercera División de Chile (1): 1991
- Cuarta División de Chile (1): 2012
- Subcampeón de Segunda División Profesional de Chile (1): 2015-16
- Subcampeón de Tercera División de Chile (3): 1989, 1990, 2014